# Gerd Niepold
Gerd Niepold (* 25. Mai 1913 in Stargard, Pommern; † 25. Oktober 2007) war ein deutscher Offizier der Wehrmacht und Bundeswehr.

## Werdegang

### Laufbahn im Dritten Reich
Niepold wurde 1913 in Stargard in Hinterpommern geboren. Er machte sein Abitur und wurde Fahnenjunker im 11. (Sächsisches) Infanterie-Regiment in Leipzig. In dieser Einheit bekleidete er mehrere Funktionen als Nachrichtenzugführer, Bataillonsadjutant und Kompaniechef. Niepold war 1939 bei Kriegsausbruch Ordonnanzoffizier im Stabe des IV. Armeekorps, welches in Dresden (Wehrkreis IV) sein Hauptquartier hatte. Seine weitere Laufbahn beinhaltete mehrere Stationen eines Generalstabsoffiziers wie Adjutant beim Oberquartiermeister I im OKH sowie Erster  Generalstabsoffizier der 2. Infanterie-Division (später umgebildet zur 12. Panzer-Division) und des XXXXVII. Panzerkorps. Er nahm am Überfall auf Polen, am Westfeldzug und am Überfall auf die Sowjetunion teil. Bei Kriegsende war Niepold Oberstleutnant i. G. und Lehroffizier an der Kriegsakademie. Er geriet 1945 in US-amerikanische Kriegsgefangenschaft.

### Laufbahn in der Bundeswehr
Nach dem Zweiten Weltkrieg orientierte sich Niepold in einem zivilen Beruf um. In Osnabrück war er als Tischler tätig und bildete sich an Staatsbauschulen in Oldenburg und Mainz weiter.
Im Jahr 1950 erhielt er das Ingenieurexamen für Tiefbau und war Bauleiter in einem Frankfurter Architektenbüro.
Erst 1956 kehrte Niepold nach der Aufstellung der Bundeswehr in einen militärischen Dienst zurück. An der Führungsakademie in Bad Ems leistete er erfolgreich einen Lehrgang ab und wurde zum Chef des Stabes berufen.
Niepold war der Nachfolger von Generalmajor Werner Haag und kommandierte die 6. Panzergrenadierdivision in Neumünster in der Zeit vom 1. September 1965 bis zum 30. September 1968. Danach wurde er nach Koblenz versetzt.
1969 nahm er als kommandierender General des Koblenzer III. Korps (1. Oktober 1968 bis 30. September 1972)
an der Korpsgefechtsübung „Großer Rösselsprung“ zwischen Fulda und Paderborn in Mitteldeutschland teil. Generalleutnant Gerd Niepold als Oberbefehlshaber des III. Korps geriet in die Medien, als er Anträge von Wehrpflichtigen ablehnte, vorzeitig ein Studium zu beginnen. Verteidigungsminister Gerhard Schröder (CDU) hatte 1969 noch verfügt, dass angehende Studenten zwei Monate vor ihrem Entlassungstermin vorzeitig beurlaubt werden konnten.

## Ehrungen
- 1969: Großes Verdienstkreuz der Bundesrepublik Deutschland
- 1972: Großes Verdienstkreuz mit Stern der Bundesrepublik Deutschland

## Veröffentlichungen
- Generalleutnant a. D. Gerd Niepold: Führung der Heeresgruppe Mitte von Juni bis August 1944. In: Mars. Jahrbuch für Wehrpolitik und Militärwesen. 2, 1996, S. 456–469.
- Gerd Niepold: Panzeroperationen Sommer 44 – „Doppelkopf“ und „Cäsar“. E.S. Mittler & Sohn GmbH, Herford 1987, ISBN 3-8132-0259-3.
- Gerd Niepold:Ursprung und Lebenslauf der pommerschen 12. Panzerdivision Pommern 1921–1945